# Ambrosia pannosa
Ambrosia pannosa là một loài thực vật có hoa trong họ Cúc. Loài này được W.W.Payne mô tả khoa học đầu tiên năm 1966.